# Marcus Schössow
Marcus Schössow, född 28 oktober 1985, är en svensk diskjockey och musikproducent inom elektronisk dansmusik. Han kommer från Helsingborg.
Schössow driver skivmärket Tone Diary Recordings, som ligger under det nederländska skivbolaget Spinnin' Records och bland annat ger ut hans veckoliga radioprogram Tone Diary.

## Diskografi

### Album
- 2009 – Outside the Box

### Samlingsalbum
- 2008 – Tone Diary Presents: Ukraine